# Moritz Schlick

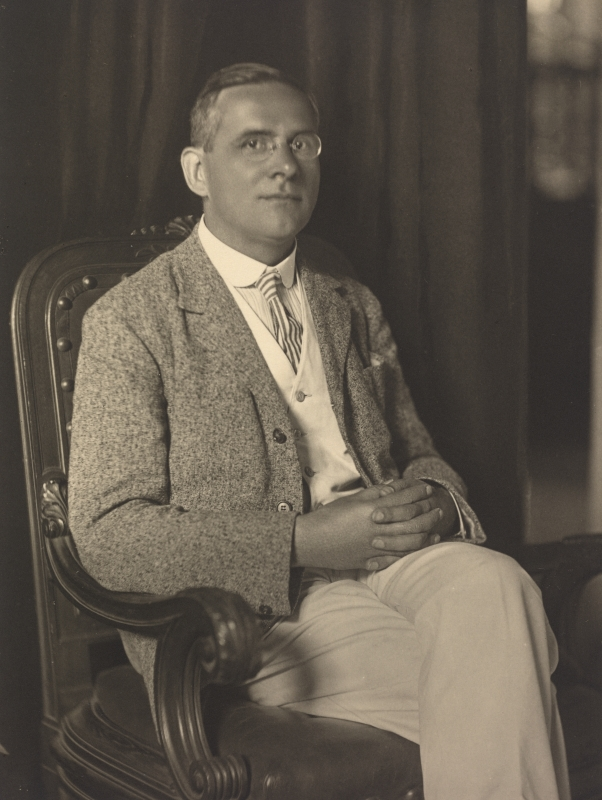
Moritz Schlick

Moritz Schlick (Berlijn, 14 april 1882 — Wenen, 22 juni 1936) was een Duits filosoof, oprichter van de Wiener Kreis en zodanig grondlegger van het logisch positivisme. Schlick werd beïnvloed door Ludwig Wittgenstein en Rudolf Carnap. Hij hield zich vooral bezig met kennistheorie en ethiek. Schlick werd uiteindelijk vermoord door een student (Johann Nellböck) met nazi-sympathieën vanwege zijn kritische blik op de nazi's.

## Boeken
- Allgemeine Erkenntnislehre (1918)
- Vom Sinn des Lebens (1927)

Postuum:
- Natur und Kultur (1952)
- Aphorismen (1962)

- Bibsys: 90166099
- Biblioteca Nacional de España: XX992084
- Bibliothèque nationale de France: cb12034176j (data)
- CiNii: DA00444467
- Digitale Bibliotheek voor de Nederlandse Letteren: schl039
- Gemeinsame Normdatei: 118608193
- International Standard Name Identifier: 0000 0001 2123 0102
- Library of Congress Control Number: n79099431
- Mathematics Genealogy Project: 52983
- Bibliotheek van het Japanse parlement: 00455591
- Nationale Bibliotheek van Tsjechië: jn20000701606
- Nationale bibliotheek van Australië: 35480726
- Nationale Bibliotheek van Israël: 987007463019205171
- Nationale Bibliotheek van Polen: a0000001184547
- Nationale en Universitaire bibliotheek Zagreb: 000096418
- Nederlandse Thesaurus van Auteursnamen: 068332556
- Istituto Centrale per il Catalogo Unico: CFIV018861
- LIBRIS: 261165
- SNAC: w6w96tjc
- Système universitaire de documentation: 028522389
- Trove: 968376
- Virtual International Authority File: 19693613
- WorldCat: E39PBJwmRpgrxydvrxPDMhVpyd